# Кавучо
Кавучо (итал. Cavuccio) је насеље у Италији у округу Терамо, региону Абруцо.
Према процени из 2011. у насељу је живело 214 становника. Насеље се налази на надморској висини од 422 м.